# بينوكسيبين
بينوكسيبين (بالإنجليزية:Pinoxepin) (INN ؛ الاسم الرمزي التطوري P-5227 ؛ هيدروكلوريد البينوكسيبين (USAN)) هو مضاد للذهان من المجموعة ثلاثية الحلقات مع نظام حلقة ثنائي بنزوكسيبين الذي تم تطويره في الستينيات ولكن لم يتم تسويقه أبدًا.  وجد في التجارب السريرية أن له فعالية في علاج مرض انفصام الشخصية مماثلة لتلك التي تحتوي على كلوربرومازين وثيوريدازين. الدواء له آثار مهدئة ولكنه يسبب أعراضًا خفيفة نسبيًا خارج الهرمية.